# Castel Goffredo

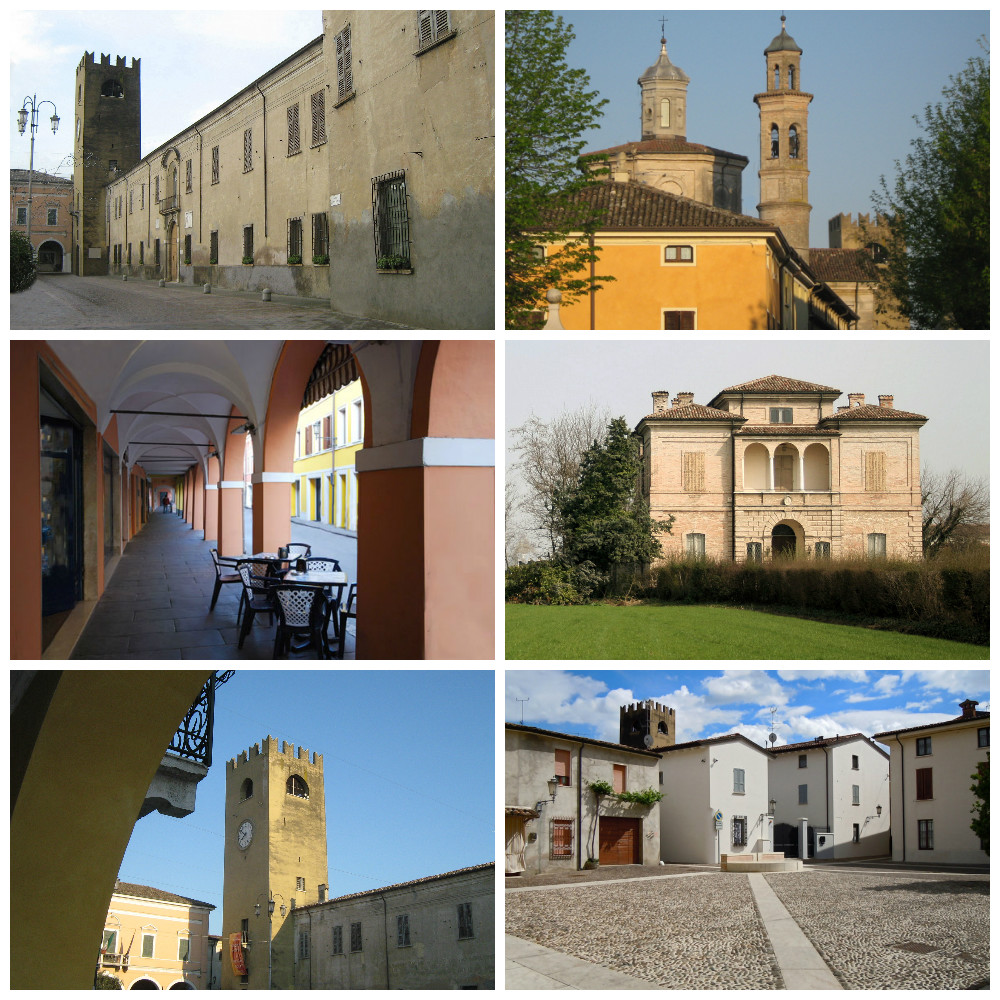

Castel Goffredo is een gemeente in de Italiaanse provincie Mantua (regio Lombardije) en telt 12.601 inwoners (2022). De oppervlakte bedraagt 42,2 km², de bevolkingsdichtheid is 234 inwoners per km².

## Demografie
Castel Goffredo telt ongeveer 3913 huishoudens. Het aantal inwoners steeg in de periode 1991-2001 met 16,0% volgens cijfers uit de tienjaarlijkse volkstellingen van ISTAT.
| Jaar | Inwoneraantal |
| ---- | ------------- |
| 1991 | 8476          |
| 2001 | 9829          |

## Informatie
De stad is gesticht in de Romeinse tijd en beleefde zijn grootste bloeiperiode in de tweede helft van de zestiende eeuw. Na de Eerste Wereldoorlog verschoof de belangrijkste bron van inkomsten van de traditionele land- en veeteelt naar industrie.

## Geografie
Castel Goffredo grenst aan de volgende gemeenten: Acquafredda (BS), Asola, Carpenedolo (BS), Casalmoro, Casaloldo, Castiglione delle Stiviere, Ceresara, Medole. Het is gelegen nabij het zeer bekende Gardameer.

## Geboren
- Giuseppe Acerbi (1773-1846), natuuronderzoeker, ontdekkingsreiziger en componist
- Laura Negrisoli (1974), tafeltennisspeelster